# 로도카이테 풀켈라
로도카이테 풀켈라(Rhodochaete pulchella)는 콤프소포곤강 클라미도모나스목에 속하는 홍조류의 일종이다. 로도카이테목(Rhodochaetales)과 로도카이테과(Rhodochaetaceae), 로도카이테속(Rhodochaete)의 유일종이다.